# Кадерас, Джан Фадри
Джан Фадри Кадерас (романш. Gian Fadri Caderas; 13 июля 1830, Модена — 25 ноября 1891, Самедан) — швейцарский писатель.
Учился коммерции в Италии, занимался страховым делом. До 1857 г. сочинял стихи по-итальянски, затем перешёл на энгадинскую разновидность ретороманского языка. Выпустил книги «Стихи» (романш. Rimas; 1865), «Новые стихи» (романш. Nouvas Rimas; 1879), «Альпийские цветы» (романш. Fluors Alpinas; 1883), «Улыбки и слёзы» (романш. Sorrirs e larmas; 1887). Писал также романы, рассказы, комедии. Переводил на ретороманский язык поэзию Шиллера, Гёте, Гейне, Мюссе, Лонгфелло и др. Редактировал журнал «Прогресс» (романш. «Il Progress», 1872—1873) и газету «Энгадинские страницы» (романш. «Fögl d’Engiadina», 1880—1891).